# Daniela Bianchi

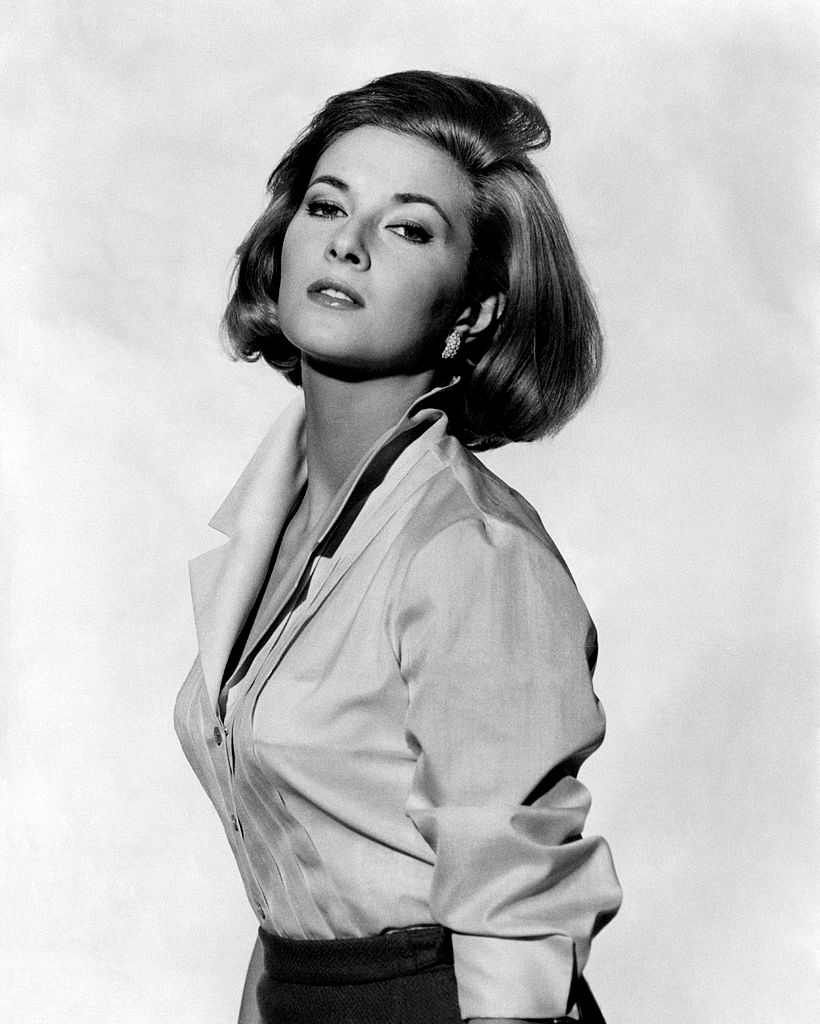
Daniela Bianchi, 1963

Daniela Bianchi (Rome, 31 januari 1942) is een Italiaans actrice.
Bianchi begon haar acteercarrière in 1958 met de Frans/Italiaanse film En cas de malheur. In 1960 werd ze uitgeroepen tot Miss Rome. Bianchi is veruit het bekendst van haar rol in James Bondfilm From Russia with Love, als jongste Bondmeisje uit de hele James Bondfilmreeks: Tatiana Romanova. Daarna speelde ze voornamelijk in Europese films. In 1967 speelde ze in de Bondparodiefilm OK Connery, samen met Sean Connery's broer Neil Connery. Een jaar later had ze een rol in Scacco Internazionale, haar laatste film.